# التزييف في الضواحي (فلم)
التزييف في الضواحي (بالإنجليزية: Counterfeiting in Suburbia) فيلم دراما و الاثارة أمريكي تم عرضه في 1 يوليو 2018.

## القصة
أقنع مراهقان نفسيهما أنهما لا يلحقان الأذى بأي شخص عن طريق تزوير النقود ، لكن كل ذلك يأخذ منحى مظلمًا عندما يكتشف مدرّس الفنون المليء بالديون أنه يستخدم فصلاً دراسيًا في إعداد الفواتير المزيفة.

## روابط خارجية
- التزييف في الضواحي على موقع IMDb (الإنجليزية)
- التزييف في الضواحي على موقع نتفليكس (الإنجليزية)
- التزييف في الضواحي على موقع قاعدة بيانات الفيلم (الإنجليزية)
- التزييف في الضواحي على موقع ليتربوكسد (الإنجليزية)
- التزييف في الضواحي على موقع كينوبويسك (الروسية)